# Monumento a la Victoria (Chicago)
El Monumento a la Victoria es un monumento público ubicado en el distrito Black Metropolis-Bronzeville en el área comunitaria de Douglas en el South Side de la ciudad de Chicago, en el estado de Illinois (Estados Unidos). Fue erigido en 1927 y creado por John A. Nyden con adiciones del escultor Leonard Crunelle. Fue construido en honor al Octavo Regimiento de la Guardia Nacional de Illinois, una unidad afroamericana que sirvió en Francia durante la Primera Guerra Mundial. La estructura se agregó al Registro Nacional de Lugares Históricos el 30 de abril de 1986. Fue designado Monumento Histórico de Chicago el 9 de septiembre de 1998. En el monumento se lleva a cabo una ceremonia anual del Día de los Caídos.

## Descripción e historia
Los Archivos de Arte Americano del Instituto Smithsoniano describen el monumento en los siguientes términos:
« Un eje de granito blanco rematado con una escultura de bronce. En el fuste del monumento hay tres paneles en relieve de bronce que representan figuras de tamaño natural. (Panel de la victoria:) Perfil izquierdo de cuerpo entero de una figura femenina afroamericana con drapeado clásico que representa la maternidad. En su mano sostiene una rama que simboliza la Victoria. (Columbia Panel:) Figura femenina de cuerpo entero vestida de forma clásica con un casco en la cabeza. En su mano izquierda derecha sostiene una tablilla inscrita con los nombres de las batallas en las que lucharon los soldados afroamericanos. (Panel de soldados afroamericanos:) Un soldado afroamericano con el torso desnudo de la 370ª Infantería, que luchó en Francia, de pie con un águila de perfil izquierdo frente a él ».
« En 1927, el Estado de Illinois erigió este monumento en el barrio de Chicago conocido como " Bronceville ", que fue sede del Regimiento "Fighting Eighth" de la Guardia Nacional de Illinois. Los nombres de 137 miembros de la Octava Infantería, Guardia Nacional de Illinois, que perdieron la vida durante la Primera Guerra Mundial, están inscritos en un panel de bronce. El Octavo Regimiento de la Guardia Nacional de Illinois se reorganizó como la 370.ª Infantería de EE. UU. de la 93.ª División, y este regimiento prestó servicio en los principales campos de batalla de la Primera Guerra Mundial. Fue el último regimiento que persiguió a las fuerzas alemanas en retirada en la región francesa de Aisne-Marne, justo antes del Armisticio del 11 de noviembre de 1918. En 1936 se agregó el repartidor en la parte superior del eje ».

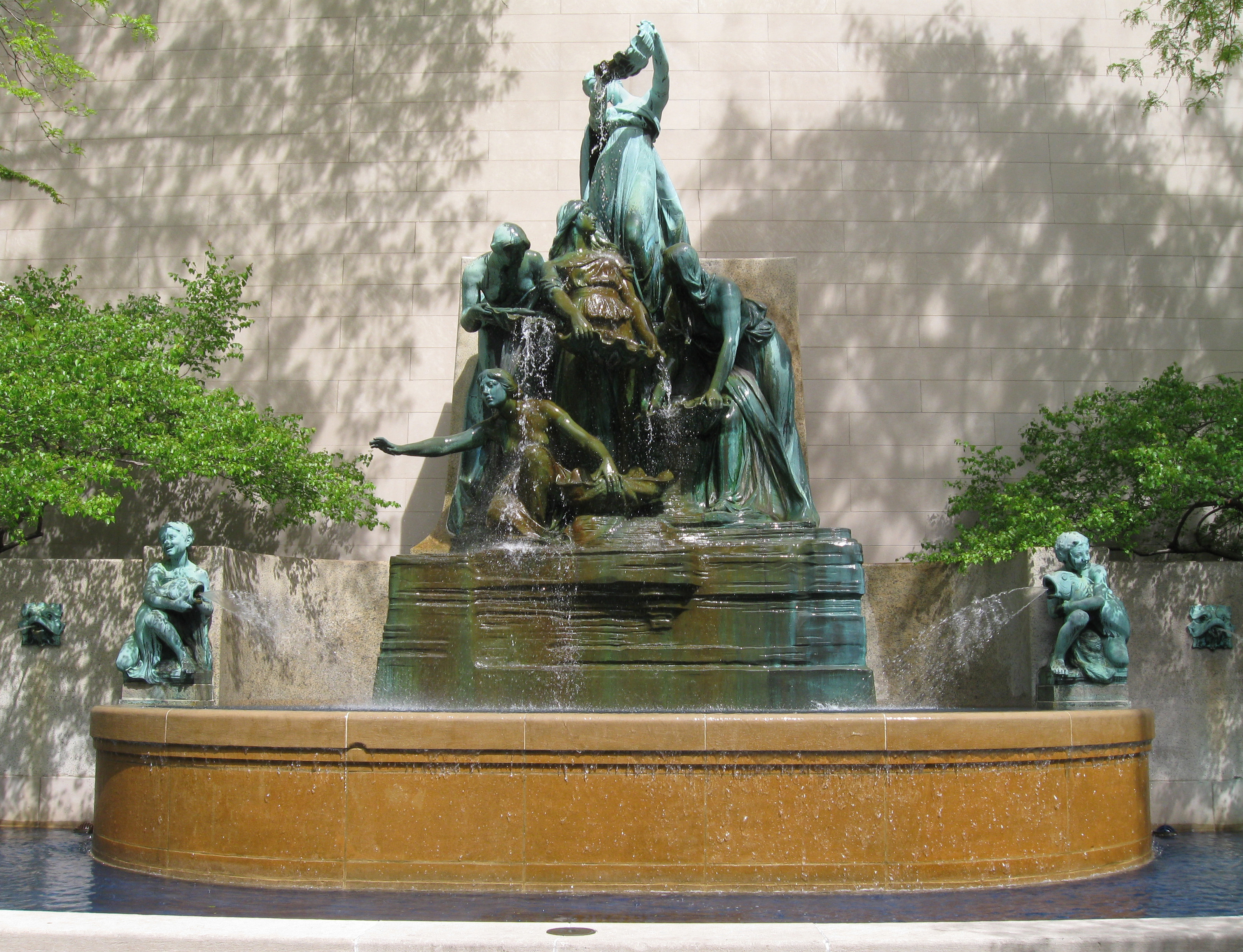
La Fuente de los Grandes Lagos estaba casi ubicada en 35th y King Drive; está en el Instituto de Arte de Chicago.

En 1908, mientras Aaron Montgomery Ward impugnaba la ley de uso de la tierra para Grant Park por segunda vez en la Corte Suprema de Illinois, el Instituto de Arte de Chicago consideró ubicar la Fuente de los Grandes Lagos en 35th Street y Grand Boulevard (este último ha sido renombrado como Dr. Martin Luther King, Jr. Drive). En cambio, el Monumento a la Victoria se instaló en esta intersección.
El Desfile de Bud Billiken ha viajado durante muchos años a lo largo de King Drive. En algunos años, el Desfile ha comenzado en 31st y King y en otros años ha comenzado tan al sur como 39th y King Drive. A menudo ha comenzado muy cerca de este monumento.
Recientemente, el monumento recibió una subvención para su restauración como parte de las actividades del centenario de la Primera Guerra Mundial.

## Características
El monumento presenta 4 paneles de bronce y una escultura de un soldado encima que se agregó en 1936. Al norte del monumento hay un patio con 4 placas en los grandes mosaicos. Las placas honran a Robert Henry Lawrence, Jr., Truman Gibson, Sr. / Truman Gibson, Jr., Franklin A. Denison y George R. Giles. Al sur del monumento hay un asta que ondea la bandera de los Estados Unidos, la bandera municipal de Chicago, la bandera de POW/MIA.

## Galería

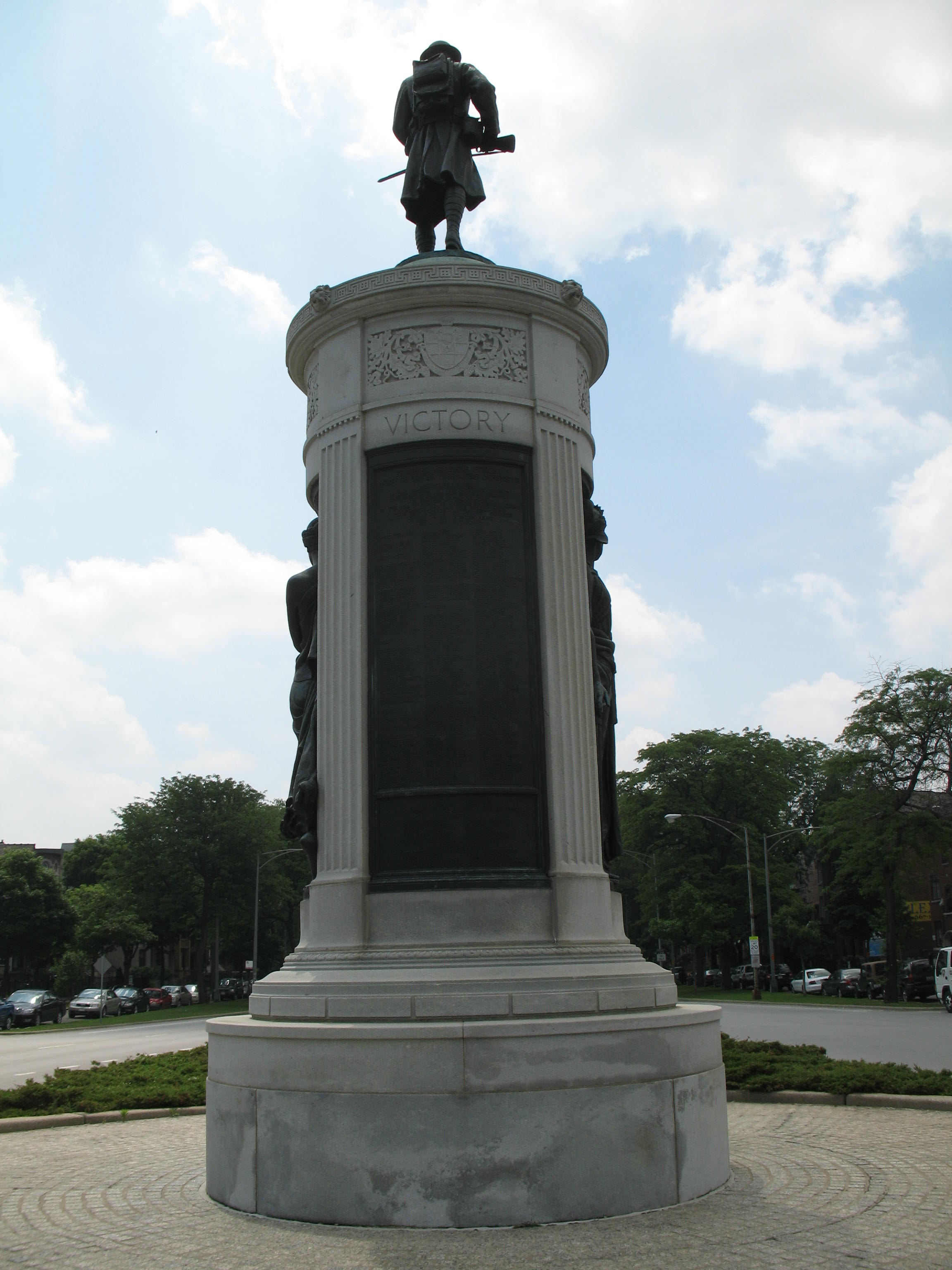
Vista cercana orientada al sur
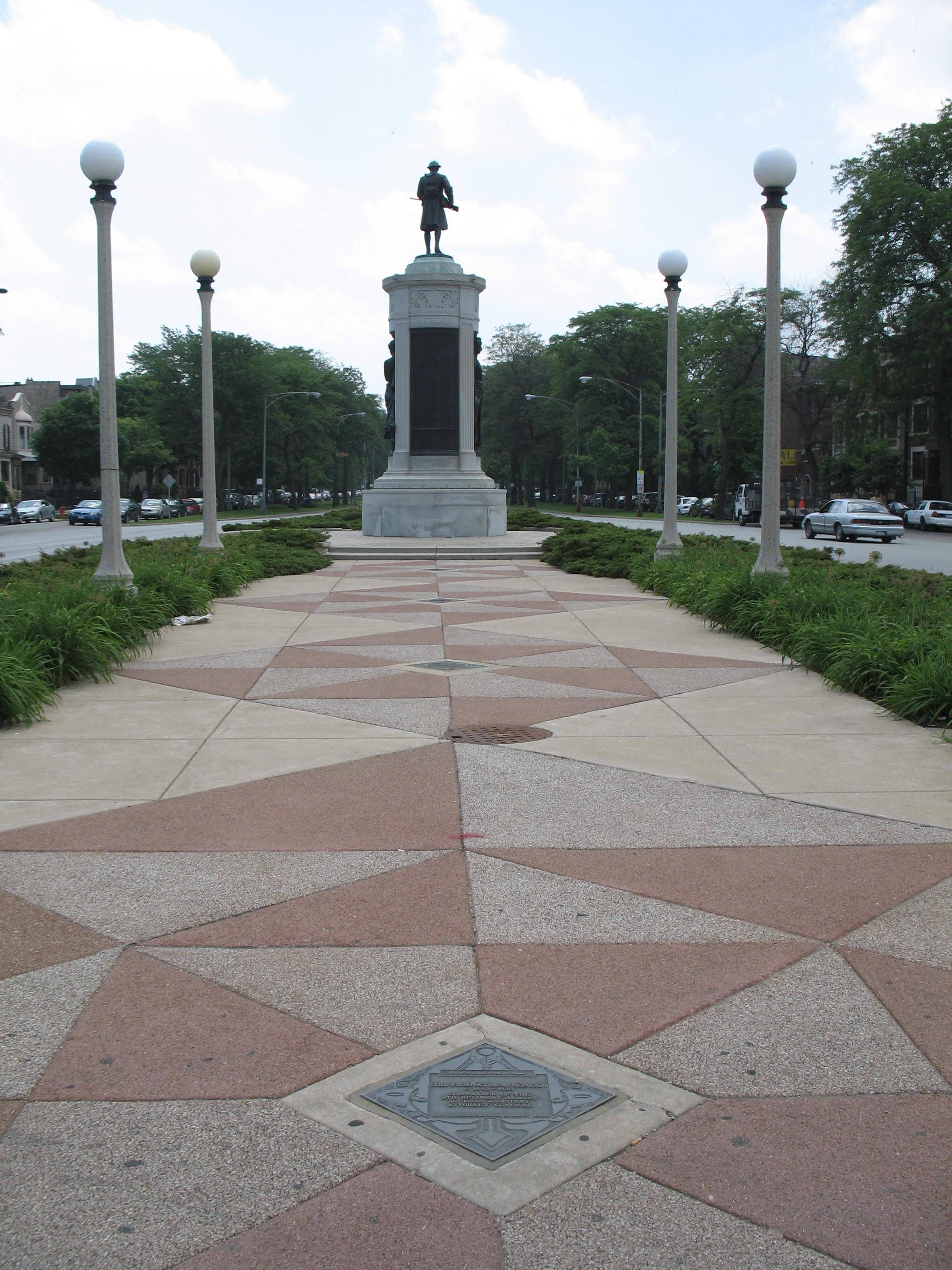
Vista orientada al sur
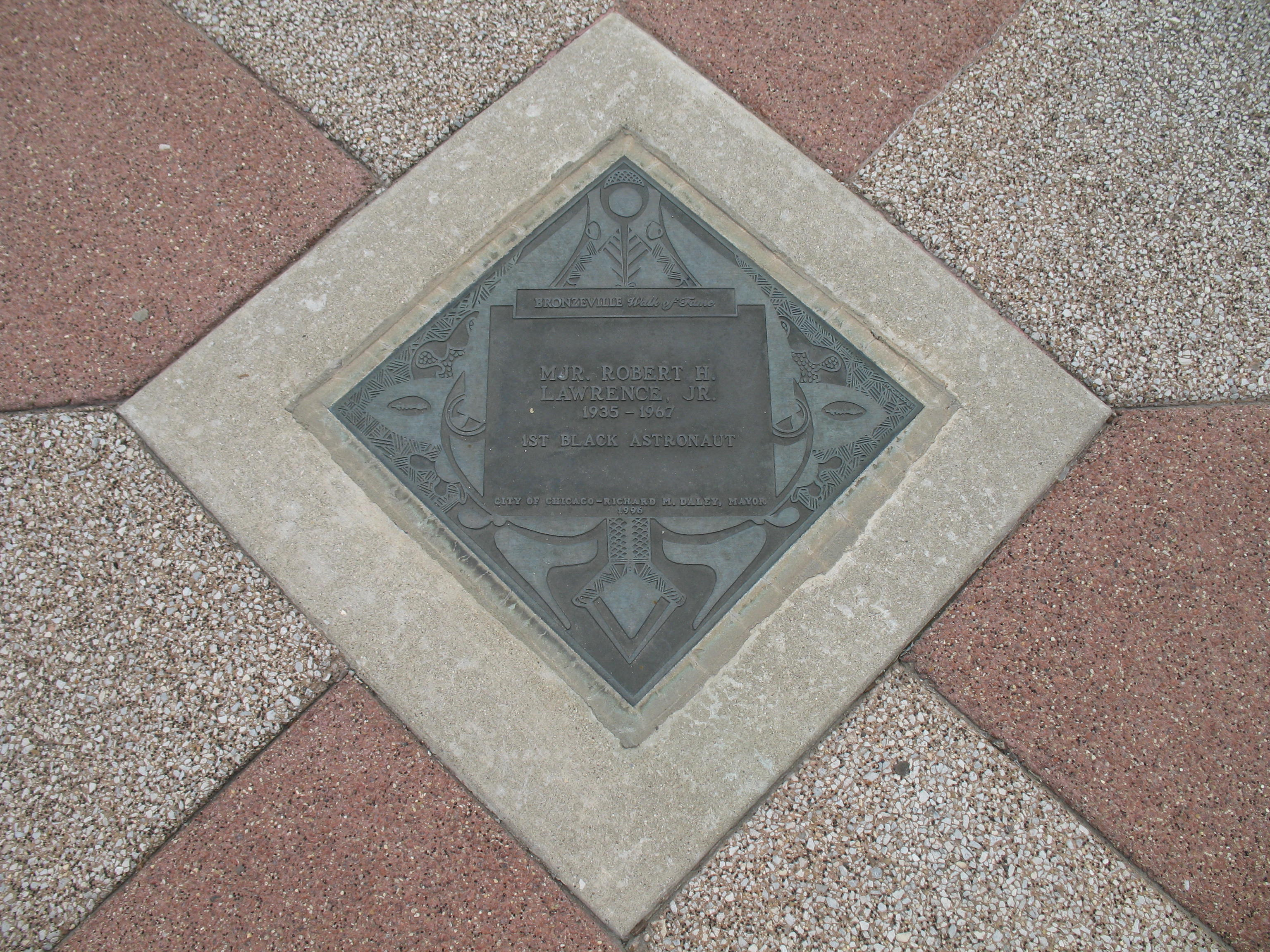
Placa de la corte peatonal del norte
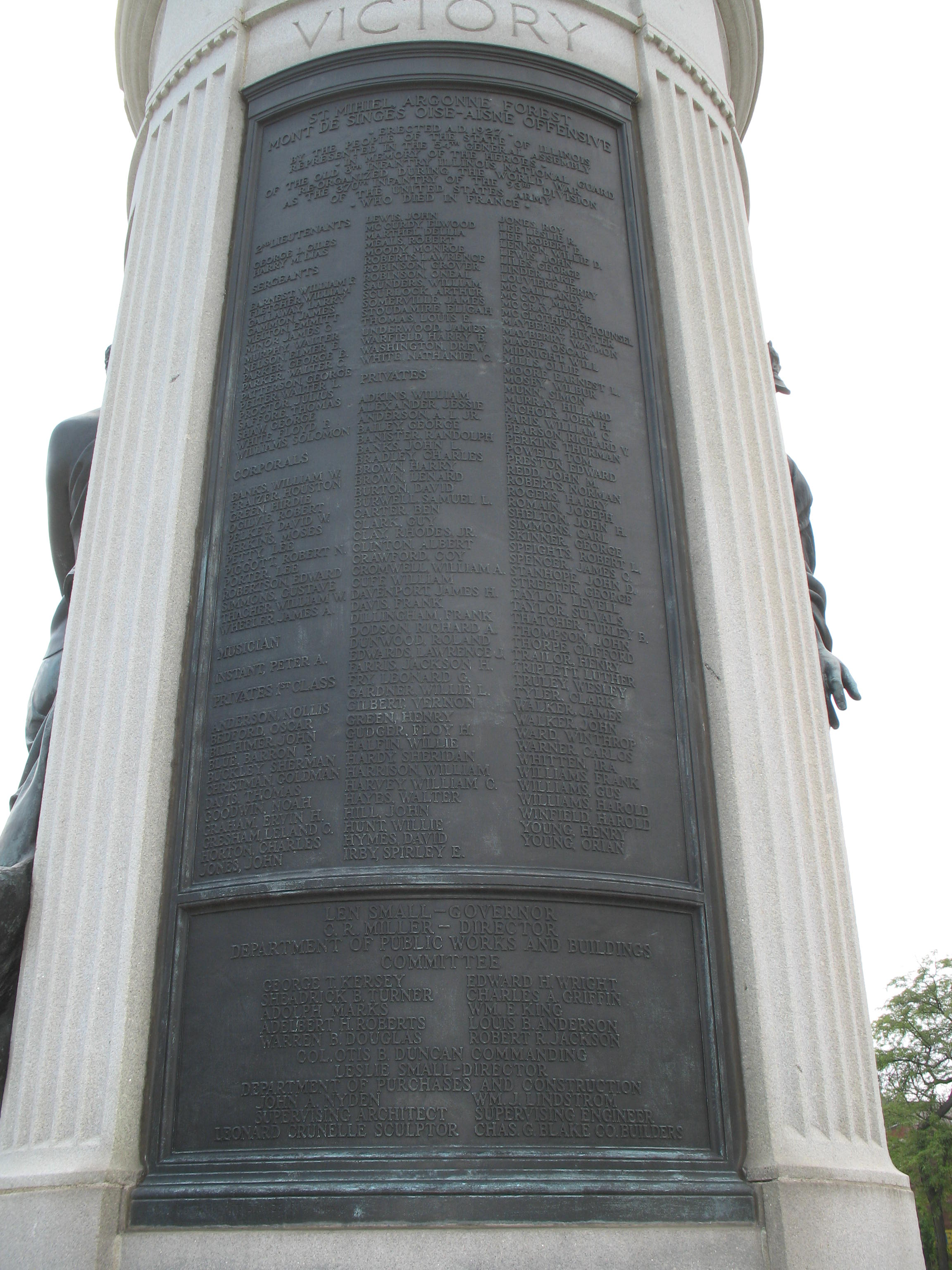
Placa conmemorativa
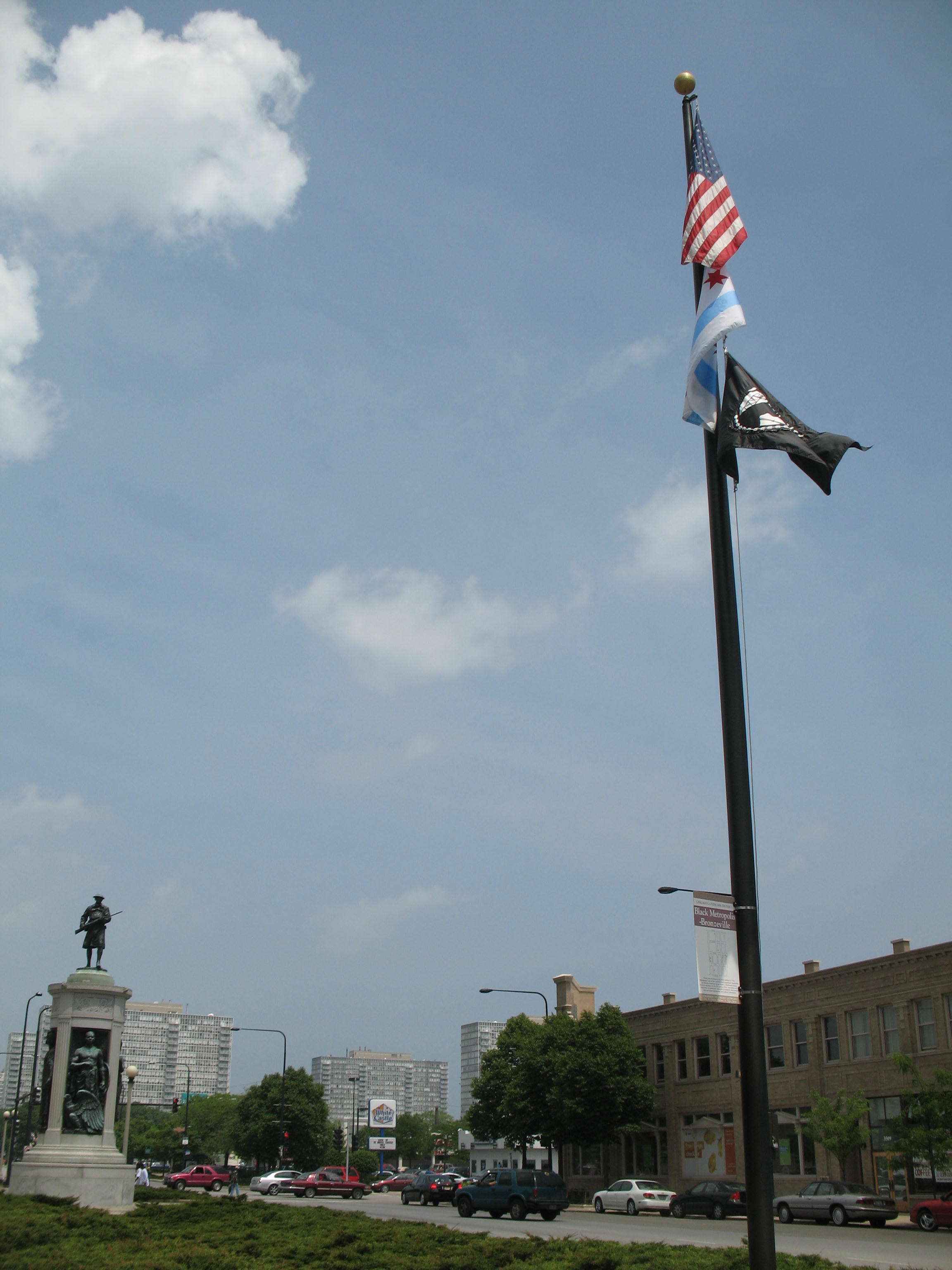
Monumento y asta de bandera